# Kenneth Cukier
Kenneth Neil Cukier (ur. 1968) – amerykański dziennikarz i autor książek na temat technologii i społeczeństwa. Redaktor The Economist, obserwator badań nad sztuczną inteligencją. Najbardziej znany jest z książki, napisanej wspólnie z Viktorem Mayer-Schönbergerem w 2014 Big data: A Revolution that Will Transform How We Work, Live and Think.

## Aktywność zawodowa
Kenneth Cukier jest zastępcą redaktora naczelnego The Economist. Pisał także dla The New York Times, Financial Times, Foreign Affairs. Pracował w International Herald Tribune w Paryżu. W 2001 roku był redaktorem technologicznym wydania The Wall Street Journal Asia w Hongkongu.
Cukier jest dyrektorem Chatham House (Królewskiego Instytutu Spraw Międzynarodowych), członkiem Council on Foreign Relations (CFR) (Rady Stosunków Zagranicznych) i członkiem stowarzyszonym Saïd Business School na Uniwersytecie Oksfordzkim, gdzie prowadził sesje na temat sztucznej inteligencji i biznesu.
W 1999 roku ukuł termin „Frenchelon” na określenie możliwości inwigilacyjnych francuskiego rządu.
W wywiadzie radiowym z września 2016 Cukier opisał obecną rewolucję big data jako czynnik zmian podobny do prasy Gutenberga i rewolucji drukarskiej. Ostrzegł, że choć przyniesie ona ogromne korzyści, konieczne jest wprowadzenie ograniczeń, aby „zachować nasze podstawowe wolności” i zapobiec sytuacji, w której Big data stanie się kolejną wersją Wielkiego Brata Orwella.
Cukier: „Prywatność była głównym wyzwaniem w erze małych danych. W erze dużych zbiorów danych wyzwaniem będzie ochrona wolnej woli, moralnego wyboru, ludzkiej woli, ludzkiej sprawczości” – Ted Radio Hour z Guy Raz.

## Publikacje
- Victor Meyer-Schonberger, Kenneth Cukier Big Data: A Revolution that Will Transform How We Work, Live and Think, HMH Books, 4 marca 2014[2]; została przetłumaczona na ponad 20 języków. Polskie tłumaczenie: Big Data. Rewolucja, która zmieni nasze myślenie[8]. Książka była bestsellerem New York Timesa[2] i finalistą nagrody Financial Times i McKinsey Business Book of the Year Award[9].
- Victor Meyer-Schonberger, Kenneth Cukier Learning With Big Data: The Future of Education, HMH Books, kwiecień 2014[10].
- Kenneth Cukier Viktor Mayer-Schoenberger Francis de Véricourt Human Advantage in an Age of Technology and Turmoil, WH Allen, maj 2021[11]; książka o sile modeli mentalnych i sztucznej inteligencji. Polskie tłumaczenie: Myślenie kontekstowe. Największa przewaga ludzi nad sztuczną inteligencją, MT Biznes, luty 2022[12][13].

Pełna lista publikacji Kenneth Cukier jest dostępna na stronie cukier.com/writing/.